# Aerangis megaphylla
Espèce
Aerangis megaphylla Summerh. est une espèce de plantes à fleurs de la famille des orchidées et du genre aerangis, présente en Afrique centrale.

## Distribution
D'abord signalée également au Cameroun, l'espèce est, depuis 2012, confirmée comme endémique de l'île d'Annobón en Guinée équatoriale.